# Red Dirt Girl
A 2000-es Red Dirt Girl Emmylou Harris nagylemeze. A Billboard countryalbum-listáján a 3. helyig jutott, 2001-ben pedig megnyerte a legjobb kortárs folkalbumnak járó Grammy-díjat. Az album nagy eltérést mutat az előző Harris-albumokhoz képest, mivel ezen elsősorban Harris alkotásai szerepelnek. Szerepel az 1001 lemez, amit hallanod kell, mielőtt meghalsz című könyvben.

## Az album dalai
|     | Cím                             | Szerző(k)                           | Hossz |
| --- | ------------------------------- | ----------------------------------- | ----- |
| 1.  | The Pearl                       | Emmylou Harris                      | 5:02  |
| 2.  | Michelangelo                    | Harris                              | 5:14  |
| 3.  | I Don't Wanna Talk About It Now | Harris                              | 4:47  |
| 4.  | Tragedy                         | Harris, Rodney Crowell              | 4:24  |
| 5.  | Red Dirt Girl                   | Harris                              | 4:19  |
| 6.  | My Baby Needs a Shepherd        | Harris                              | 4:39  |
| 7.  | Bang the Drum Slowly            | Harris, Guy Clark                   | 4:51  |
| 8.  | J'ai Fait Tout                  | Harris, Jill Cunniff, Daryl Johnson | 5:31  |
| 9.  | One Big Love                    | Patty Griffin, Angelo               | 4:33  |
| 10. | Hour of Gold                    | Harris                              | 5:00  |
| 11. | My Antonia                      | Harris                              | 3:43  |
| 12. | Boy from Tupelo                 | Harris                              | 3:48  |

## Fordítás
Ez a szócikk részben vagy egészben a Red Dirt Girl című angol Wikipédia-szócikk ezen változatának fordításán alapul.  Az eredeti cikk szerkesztőit annak laptörténete sorolja fel. Ez a jelzés csupán a megfogalmazás eredetét és a szerzői jogokat jelzi, nem szolgál a cikkben szereplő információk forrásmegjelöléseként.